# Ac-Cent-Tchu-Ate the Positive
Ac-Cent-Tchu-Ate the Positive è un brano musicale pubblicato nel 1944. La musica del brano è stata composta da Harold Arlen, mentre il testo è di Johnny Mercer. 
Essa ha ricevuto la candidatura all'Oscar alla migliore canzone ai Premi Oscar 1946 dopo essere stata utilizzata nel film Here Come the Waves diretto da Mark Sandrich.

## Registrazioni
Il brano è stato registrato per la prima volta da Mercer con The Pied Pipers e l'orchestra di Paul Weston nel 1944, pubblicandolo per Capitol Records.
Successivamente è stato registrato da Bing Crosby con The Andrews Sisters (1944), Kay Kyser (1944), Dinah Washington (1945), Artie Shaw e Johnny Green. 
Negli anni '60 il brano è stato inciso da Connie Francis, Roy Hamilton, Aretha Franklin. 
Dave Van Ronk ha registrato una cover per l'album Van Ronk del 1971.
L'artista jazz Dr. John ha registrato il brano pubblicandolo nell'album In a Sentimental Mood del 1989. 
Nel 2004 il brano è stato pubblicato da Al Jarreau.
Paul McCartney ha registrato la sua versione per il disco Kisses on the Bottom, uscito nel 2012. Due anni dopo Barry Manilow ha inciso il brano per l'album Night Songs.